# Australobolbus fenestratus
Australobolbus fenestratus là một loài bọ cánh cứng trong họ Geotrupidae. Loài này được Blackburn miêu tả khoa học năm 1888.